# Гибридная война
Гибридная война (англ. hybrid warfare) — вид враждебных действий, при котором нападающая сторона не прибегает к классическому военному вторжению, а подавляет своего оппонента, используя сочетание скрытых операций, диверсий, кибервойны, а также оказывая поддержку повстанцам, действующим на территории противника.
При этом военные действия могут вообще не вестись, и с формальной точки зрения гибридная война может протекать в мирное время. Нападающая сторона осуществляет стратегическую координацию указанных действий, сохраняя при этом возможность правдоподобного отрицания своей вовлечённости в конфликт. Классическими примерами гибридных военных действий в конце XX — начале XXI веков некоторые называют действия СССР в начальный период афганской войны (1979—1989), действия России по поддержке ДНР и ЛНР на Украине, а также действия США, Пакистана, Китая и других государств по поддержке афганских моджахедов. Гибридной войне может предшествовать так называемая асимметричная война, которая может перерастать в гибридную войну по мере роста навыков повстанцев. Так, Н. Попеску считает, что в 2000 году действия «Хезболлы» против израильской армии уже были вариантом гибридной войны.
Академик РАН, 6-й секретарь Совета безопасности России А. А. Кокошин и генералы Ю. Н. Балуевский, В. И. Есин и А. В. Шляхтуров помещают «гибридную войну» на предлагаемой ими «лестнице эскалации» вооруженных конфликтов и войн на 4-ю ступень — выше «обостряющегося политического кризиса». По мнению этих авторов, неотъемлемой частью «гибридной войны» является ограниченное боевое применение военной силы (особенно сил спецопераций, а также наемников («прокси»…) наряду с широкомасштабным использованием политических, информационно-психологических, экономических и пр. средств. При этом «гибридная война» расположена этими авторами ниже «локальной обычной войны».

## Альтернативное определение
Встречается и другое определение гибридной войны как войны, сочетающей традиционные («симметричные») боевые действия с элементами асимметричных войн. Например, Джон МакКуен определяет гибридную войну как «комбинацию симметричной и асимметричной войн». Проблема с таким определением очевидна: МакКуен вынужден признать, что при таком определении «все войны — потенциально гибридные».
Ф. Хоффман предлагает уточнение: в гибридных войнах асимметричная компонента имеет решающее оперативное значение на поле боя, в отличие от обычных войн, где роль асимметричных игроков (например, партизан) состоит в отвлечении сил противника на поддержание безопасности вдали от поля боя. В дальнейшем во избежание путаницы Хоффман предложил использовать для войн, где целью асимметричной компоненты является оттягивание сил противника от основного театра войны и создание затруднений в управлении войсками, термин «комбинированная война». П. Мансур не поддерживает идею такого разделения.

## Особенности
Природа гибридных войн позволяет нападающему растягивать враждебные действия на длительное время, испытывая стратегическое терпение противника — обычно время играет в пользу стороны, использующей методы гибридной войны. Особенно сильно этот эффект ощущается в случае регулярной армии, вовлечённой в гибридную войну на чужой территории. Лоуренс Аравийский отмечал в связи с арабским восстанием: «Конечная победа выглядела несомненной, если только война продлится достаточно долго».

## История
Гибридные войны известны с глубокой древности, хотя технологии были другими: так, Попеску относит к методам гибридных войн в древности отравление колодцев и подкуп обороняющихся с тем, чтобы они открыли ворота крепости.
Более интересный исторический пример приводит Мансур. В Пелопоннесскую войну в V веке до н. э. слабым местом спартанцев были рабы-илоты, которые требовали поддержания значительных сил в Лаконике и Мессении для предотвращения восстаний. Стратегическое решение афинян по захвату Пилоса частично диктовалось попыткой поднять восстание илотов и перейти к гибридной войне. Бегство илотов в Пилос и опасения восстания вынудили спартанцев перейти к переговорам.

## Примеры
Авторы сборника под редакцией Мюррея и Мансура разбирают девять примеров гибридных войн от античности до XX века:
1. Завоевание Германии римлянами;
2. Подавление англичанами Ирландии в 1594—1603 годах;
3. Американская революция;
4. Пиренейские войны;
5. Противопартизанские действия в ходе гражданской войны в США;
6. Франко-прусская война;
7. Большая игра;
8. Япония в Северном Китае в 1937—1945 годах;
9. Вьетнамская война.

В XXI веке термин «гибридная война» стали употреблять в отношении Российско-украинской войны (до 2022 года).